# Hans Georg Koller
Hans Georg Koller (* 1665 in Ortenburg; † 1742) war ein gräflicher Hofschreiner sowie Kunstschreiner und Baumeister.

## Leben und Wirken
Hans Georg Koller wurde als Sohn des Leinenwebers Hans Koller in der reichsunmittelbaren Grafschaft Ortenburg geboren. Zunächst sollte er das Handwerk seines Vaters erlernen. Diese Tätigkeit genügte ihm allerdings nicht, so entwarf Koller bereits in seiner Jugend Modelle von Bauwerken, wie beispielsweise von Mühlen.
Reichsgraf Georg Philipp von Ortenburg wurde bald auf den jungen Hans Georg Koller aufmerksam. Der Graf nahm Koller daraufhin als Lakai in die gräfliche Hofschreinerei auf Schloss Alt-Ortenburg auf. Zudem erhielt er die Erlaubnis die in der Hofbibliothek befindlichen Bücher über Geometrie und Architektur zu benützen. Koller erlernte somit die Kunstschreinerei und Baukunde.
Bald wurde Kollers Ruf über die Grenzen der kleinen Grafschaft hinaus bekannt. Der sächsische Kurfürst Johann Georg II. rief Hans Georg Koller nach Dresden. Dort wirkte er am Bau der kurfürstlichen Residenz mit. Nach Abschluss der Arbeiten erhielt er vom Kurfürsten eine Stelle als Hofbaumeister angeboten. Koller lehnte dies jedoch ab und kehrte nach Ortenburg in die gräflichen Dienste zurück.
Lange Zeit wurde angenommen, Hans Georg Koller wäre der Schöpfer der prunkvollen Renaissance-Holzkassettendecke in der Schlosskapelle auf Alt-Ortenburg und hätte diese zwischen 1680 und 1690 gefertigt. Wie Hans Schellnhuber 1924 aber anhand eines Chronogramms an der Decke aufzeigen konnte, ist diese wohl 1628 entstanden und somit vor der Schaffenszeit Hans Georg Kollers. Auch neuere Forschungen zeigen, dass die Entstehung der Schlossdecke in die Regierungszeit des Grafen Friedrich Casimir fällt.